# Grand Cru d'Alsàcia
El Grand Cru d'Alsàcia, en francès Alsace Grand Cru, és un vi d'Alsàcia amb denominació d'origen (en francès Appellation d'Origine Contrôlée, AOC).
Al llarg del temps els vinyataires han anat seleccionant els millors terrers. Des del 1975, l'Institut National des Apellations d'Origin (INAO) ha delimitat les millors parcel·les atribuint la classificació de Grand Cru.
Per poder usar aquesta denominació, la legislació només autoritza les varietats riesling, gewürztraminer, moscat i pinot noir. Les vinyes han de tenir un rendiment inferior a 70 hl/ha, xifra elevada amb relació a la resta de França.
La classificació no gaudeix d'unanimitat i alguns productors prefereixen no usar aquesta etiqueta.
Llista de Grands Crus, de nord a sud amb el municipi entre parèntesis:
- Steinklotz (Malenheim)
- Engelberg (Dahlenheim i Scharrachbergheim)
- Altenberg de Bergbieten (Bergbieten)
- Altenberg de Wolxheim (Wolxheim)
- Brudenthal (Molsheim)
- Kirchberg de Barr (Barr)
- Zotzenberg (Mittelbergheim)
- Kastelberg (Andlau)
- Wiebelsberg (Andlau)
- Moenchberg (Andlau i Eichhoffen)
- Muenchberg (Nothalten)
- Winzenberg (Blienschwiller)
- Frankstein (Dambach-la-Ville)
- Praelatenberg (Kintzheim)
- Gloeckelberg (Roden i Saint-Hippolyte (Alt Rin))
- Altenberg de Bergheim (Bergheim)
- Kanzlerberg (Bergheim)
- Geisberg (Ribeauvillé)
- Kichberg de Ribeauvillé (Ribeauvillé)
- Osterberg (Ribeauvillé)
- Rosacker (Hunawihr)
- Froehn (Zellenberg)
- Schoenenbourg (Riquewihr i Zellenberg)
- Sporen (Riquewihr)
- Sonnenglanz (Beblenheim)
- Mandelberg (Mittelwihr i Beblenheim)
- Marckrain (Bennwihr i Sigolsheim)
- Mambourg (Sigolsheim)
- Furstentum (Kientzheim i Sigolsheim)
- Schlossberg (Kientzheim)
- Wineck-Schlossberg (Katzenthal i Ammerschwihr)
- Sommerberg (Niedermorschwihr i Katzenthal)
- Florimont (Ingersheim i Katzenthal)
- Brand (Turckheim)
- Hengst (Wintzenheim)
- Steingrubler (Wettolsheim)
- Eichberg (Eguisheim)
- Pfersigberg (Eguisheim i Wettolsheim)
- Hatschbourg (Hattstatt i Voegtlinshoffen)
- Goldert (Gueberschwihr)
- Steinert (Pfaffenheim i Westhalten)
- Vorbourg (Rouffach i Westhalten)
- Zinnkoepfle (Soultzmatt i Westhalten)
- Pfingstberg (Orschwihr)
- Spiegel (Bergholtz i Guebwiller)
- Kessler (Guebwiller)
- Kitterlé (Guebwiller)
- Saering (Guebwiller)
- Ollwiller (Wuenheim)
- Rangen (Thann i Vieux-Thann)